# Asplenium humistratum
Asplenium humistratum är en svartbräkenväxtart som beskrevs av Ren-Chang Ching. Asplenium humistratum ingår i släktet Asplenium och familjen Aspleniaceae. Inga underarter finns listade.